# Stefano II Ghattas
Stefano II Ghattas, al secolo Andraos Ghattas (in araba: إسطفانوس الثاني غطاس; Cheikh Zein-el-Dine, 16 gennaio 1920 – Il Cairo, 20 gennaio 2009), è stato un cardinale e patriarca cattolico egiziano.

## Biografia
Nato nel 1920, è entrato nel seminario minore del Cairo nel 1929, ha compiuto gli studi classici presso un collegio dei Gesuiti al termine dei quali, nel 1938, si è trasferito a Roma dove ha conseguito la laurea in Filosofia e Teologia presso il Collegio di Propaganda Fide. Sempre a Roma è stato ordinato sacerdote il 25 marzo 1944.
Rientrato in Egitto è stato nominato professore di Filosofia e Teologia dogmatica presso il seminario maggiore di Tahta. Nel 1952, essendo entrato nell'ordine dei Lazzaristi, si è trasferito a Parigi per il noviziato. Al termine del noviaziato è stato trasferito in Libano dove è rimasto per sei anni. Rientrato nel suo paese natale, è stato economo e, successivamente, superiore del suo ordine.
Eletto vescovo di Luxor dal sinodo della chiesa cattolica copta l'8 maggio 1967, è stato ordinato vescovo dall'allora patriarca copto Stefano I Sidarouss il successivo 9 giugno; ha preso possesso dell'eparchia il 16 giugno.
Il 24 febbraio 1984 è stato nominato amministratore apostolico del patriarcato copto e, dopo le dimissioni di Stéphanos I Sidarous, è stato eletto dal sinodo Patriarca di Alessandria dei Copti.
il 9 giugno 1986; ha scelto il nome di Stefano in segno di continuità con il suo predecessore. Con l'elezione a patriarca ha acquisto il titolo di Sua Beatitudine. Papa Giovanni Paolo II ha confermato la sua elezione il successivo 23 giugno concedendogli la comunione ecclesiastica.
Lo stesso Papa Giovanni Paolo II lo ha innalzato alla dignità cardinalizia nel concistoro del 21 febbraio 2001.
Il 27 marzo 2006 il sinodo della chiesa copta ha accettato la sua rinuncia al patriarcato. Da quella data è quindi patriarca emerito di Alessandria dei Copti.
È morto al Cairo il 20 gennaio 2009, quattro giorni dopo il compimento del suo 89º compleanno, ed è stato sepolto nella cattedrale patriarcale di Nostra Signora d'Egitto ad Alessandria d'Egitto.

## Genealogia episcopale e successione apostolica
La genealogia episcopale è:
- Cardinale Scipione Rebiba
- Cardinale Giulio Antonio Santorio
- Cardinale Girolamo Bernerio, O.P.
- Arcivescovo Galeazzo Sanvitale
- Cardinale Ludovico Ludovisi
- Cardinale Luigi Caetani
- Cardinale Ulderico Carpegna
- Cardinale Paluzzo Paluzzi Altieri degli Albertoni
- Papa Benedetto XIII
- Papa Benedetto XIV
- Papa Clemente XIII
- Cardinale Marcantonio Colonna
- Cardinale Hyacinthe Sigismond Gerdil
- Cardinale Giulio Maria della Somaglia
- Cardinale Carlo Odescalchi, S.I.
- Cardinale Costantino Patrizi Naro
- Cardinale Lucido Maria Parocchi
- Cardinale Alfonso Maria Mistrangelo, Sch.P.
- Arcivescovo Andrea Cassulo
- Patriarca Marco II Khouzam
- Cardinale Stefano I Sidarouss, C.M.
- Cardinale Stéphanos II Ghattas, C.M.

La successione apostolica è:
- Vescovo Youhanna Golta (1986)
- Vescovo Andraos Salama (1989)
- Vescovo Kyrillos Kamal William Samaan, (1990)
- Vescovo Youhannes Ezzat Zakaria Badir (1993)
- Vescovo Makarios Tewfik (1994)
- Patriarca Ibrahim Isaac Sidrak (2002)
- Vescovo Antonios Aziz Mina (2003)
- Vescovo Youssef Aboul-Kheir (2003)